# Akumalam
Akumalam (ou Akumlam) est une localité du Cameroun située dans la région du Nord-Ouest, le département du Mezam, et la commune de Bamenda IIe.
Situé à 40 km de sa commune, Akumalam, comme la plupart des localités environnantes, ne profite pas des infrastructures et de certaines avancées effectuées dans les villes. Le village compte une école primaire, qui sert à moins de 30 % des enfants de la zone en raison des droits d'éducation payants.

## Population
Lors du recensement de 2005, on y a dénombré 502 personnes.